# Madison De La Garza
Madison De La Garza (* 28. Dezember 2001 in Dallas, Texas) ist eine US-amerikanische ehemalige Kinderdarstellerin.

## Leben
Madison De La Garza ist bekannt durch ihre Rolle als Juanita Solis, der Tochter von Gabrielle Solis (Eva Longoria) und Carlos Solis (Ricardo Chavira) in Desperate Housewives. Sie ist auch in einer Folge von Jonas Brothers: Living the Dream als sie selbst zu sehen. De La Garza war auch in Prinzessinnen Schutzprogramm (2009), in dem Demi Lovato und Selena Gomez mitspielten, zu sehen. Sie verkörperte auch die jüngere Sonny in Sonny Munroe (2009) in einer Folge. 
De La Garza ist die Halbschwester der Sängerinnen und Schauspielerinnen Dallas Lovato und Demi Lovato, mütterlicherseits.

## Filmografie

### Serien
- 2008: Jonas Brothers: Living the Dream
- 2008–2012: Desperate Housewives
- 2009: Sonny Munroe (Sonny with a Chance, Episode 1x20)
- 2014: Meine Schwester Charlie (Good Luck Charlie, Episode 4x18)
- 2014: Bad Teacher

### Filme
- 2003: Bad Boys II
- 2003: Mystic River
- 2009: Prinzessinnen Schutzprogramm (Princess Protection Program)
- 2010: Valentinstag